# Boyolali
Boyolali ist eine Stadt in Indonesien. Die Kleinstadt Boyolali ist der Hauptort des gleichnamigen Kabupaten und liegt in der Provinz Jawa Tengah. Etwa 25 km westlich von der Stadt Surakarta (auch Solo genannt) entfernt, zählt die Stadt und Landschaft zu deren Einzugsgebiet, genannt: Solo Raya (Groß Solo) oder SUBOSUKAWONOSRATEN, was ein Anagramm aus den Namen der sechs angeschlossenen Bezirke (Boyolali, Karangganyar, Klaten, Sragen, Sukoharjo, Wonogiri) und der Stadt Solo ist. Geschichtlich umfasst das Gebiet Solo Raya annähernd alle Ländereien die von den beiden Höfen Surakartas bis zur Unabhängigkeit Indonesiens 1945 beherrscht wurden, dem Königshof Kasunahan und dem Fürstenhof Mangkunegaren.

## Lage und Klima
Der Stadtkreis (Kecamatan) zählt rund 70.000 Einwohner und liegt am Fuße der zwei Vulkane Merapi (2911 Meter) und Merbabu (3141 Meter) auf knapp 400 m. ü. M. Dank dieser Lage verfügt der Ort über ein deutlich kühleres Klima als die benachbarte Stadt Solo, welches in einem Talkessel liegt.

## Bevölkerung
In der Stadt selbst leben neben den Osings auch noch Javaner (meist im Süden und Westen der Stadt), Maduresen (hauptsächlich im Norden und an der Ostküste) und Balinesen, die ebenfalls im Osten der Stadt leben. Zudem leben dort vereinzelt auch noch Chinesen, Araber und Bugis in der Stadt. 95 Prozent der Bewohner sind Muslime und circa 5 Prozent Christen. Daneben gibt es noch vereinzelte Buddhisten und Hindus.

## Verkehr
Die Stadt liegt an zwei wichtigen Verbindungsstraßen in Jawa auf der Strecke Semarang – Surakarta, welche viel Durchgangsverkehr in die Stadt bringen. Die Trans-Jawa-Autobahn wird aber durch eine weitläufige Umgehungsstraße um den Stadtkern herumgeleitet.

## Tourismus
Boyolali selbst hat nur wenige Sehenswürdigkeiten und kann als ruhig bezeichnet werden. Doch dank des guten Klimas und dem sauberen und ordentlichen Stadtkerns ist die Stadt sehr lebenswert und ist ein bevorzugter Wohnsitz von lokalen Ruheständler der mittleren Schichten. Neben einigen erhaltenen Kolonialbauten fällt der schöne Bau der katholischen Kirche aus den 1940ern auf. Obwohl im gesamten Bezirk nur wenige Katholiken leben, ist die katholische Hauptkirche einer der markantesten Bauten der Innenstadt, der auch von weitem sichtbar ist.